# Distelhäuser Brauerei Ernst Bauer
La Distelhäuser Brauerei Ernst Bauer est une brasserie à Distelhausen, un quartier de Tauberbischofsheim.

## Histoire
La brasserie est fondée en 1811 sous le nom de brasserie Wohmann. La même année, un agriculteur de Distelhausen est mentionné pour la première fois dans un document en tant que brasseur. En mars 1876, Ernst Bauer, originaire de Wertheim, acquiert l'auberge « Zum Stern » à Distelhausen, y compris les droits de brassage de la brasserie Wohmann associée. Dans les années qui suivent, Ernst Bauer commence à construire une petite brasserie. À partir de 1905, son fils Georg Bauer dirige la brasserie. L'enthousiasme du propriétaire pour la technologie est qu'à partir de 1906, la brasserie est l'une des premières en Allemagne à utiliser des camions pour transporter la bière au lieu des voitures tirées par des chevaux. En 1911, un nouveau bâtiment avec une salle de brassage et un moulin à farine électrique est érigé pour tenir compte des progrès techniques. Après le décès soudain de Georg Bauer, son frère Fritz Bauer reprend l'entreprise en 1926. Lorsque Edmund Bauer, le fils de Georg Bauer, termine sa formation, il rejoint la direction de l'entreprise et occupe ce poste jusqu'à sa mort en 1938. Après que Fritz Bauer dirige la brasserie pendant de nombreuses années, Ernst Bauer reprend la direction de l'entreprise de son grand-oncle en 1954 et réalise d'importantes augmentations de productivité : la petite brasserie locale augmente la production annuelle à plus de 200 000 hectolitres dans les années 1960.
La production de bière se développe comme suit dans l'histoire de l'entreprise : 1898 (2 000 hectolitres), 1908 (5 000 hectolitres), 1911 (12 000 hectolitres), 1930 (27 000 hectolitres), 1960 (plus de 200 000 hectolitres), 1979 (environ 200 000 hectolitres), 1987 (211 000 hectolitres), 2010 (190 000 hectolitres), 2015 (185 000 hectolitres).
Les matières premières utilisées traditionnellement proviennent principalement de la région. La brasserie partage ses bénéfices avec ses employés sous diverses formes depuis 1956. La brasserie est membre de Slow Brewing e.V. depuis 2014.
L'auberge Distelhäuser Brauhaus, la boucherie Bauer's Brotzeit et le centre événementiel Alte Füllerei se situent sur le site de la brasserie à Distelhausen. Le centre de service d'Erlenbach ferme début 2019.

## Production
En décembre 2021, Distelhäuser Brauerei Ernst Bauer propose 21 types de bière : pils, weizenbier, Landbier, märzen, export, malzbier, bière de festival, bock d'hiver, bières sans alcool et panaché.